# Project Gotham Racing
Project Gotham Racing, kurz PGR, ist eine Videospielreihe aus dem Genre der Action-Rennspiele. Entwickelt wurden die Spiele vom britischen Entwicklungsstudio Bizarre Creations, die Rolle des Publishers übernahmen die Microsoft Game Studios. Die Spielereihe beinhaltet mehrere Teile. Die ersten beiden Teilen erschienen für Microsofts Spielkonsole Xbox, Teil 3 und 4 auf deren Nachfolger Xbox 360. Es gab immer wieder Gerüchte, dass eine Fortsetzung „Project Gotham Racing 5“ für die Xbox One geplant sei, dies wurde von Microsoft bisher (2020) dementiert. Das Entwicklerstudio Bizarre Creations wurde am 18. Februar 2011 geschlossen. Microsoft verfügt zwar über die Markenrechte, müsste jedoch andere Entwickler mit der Arbeit betrauen.

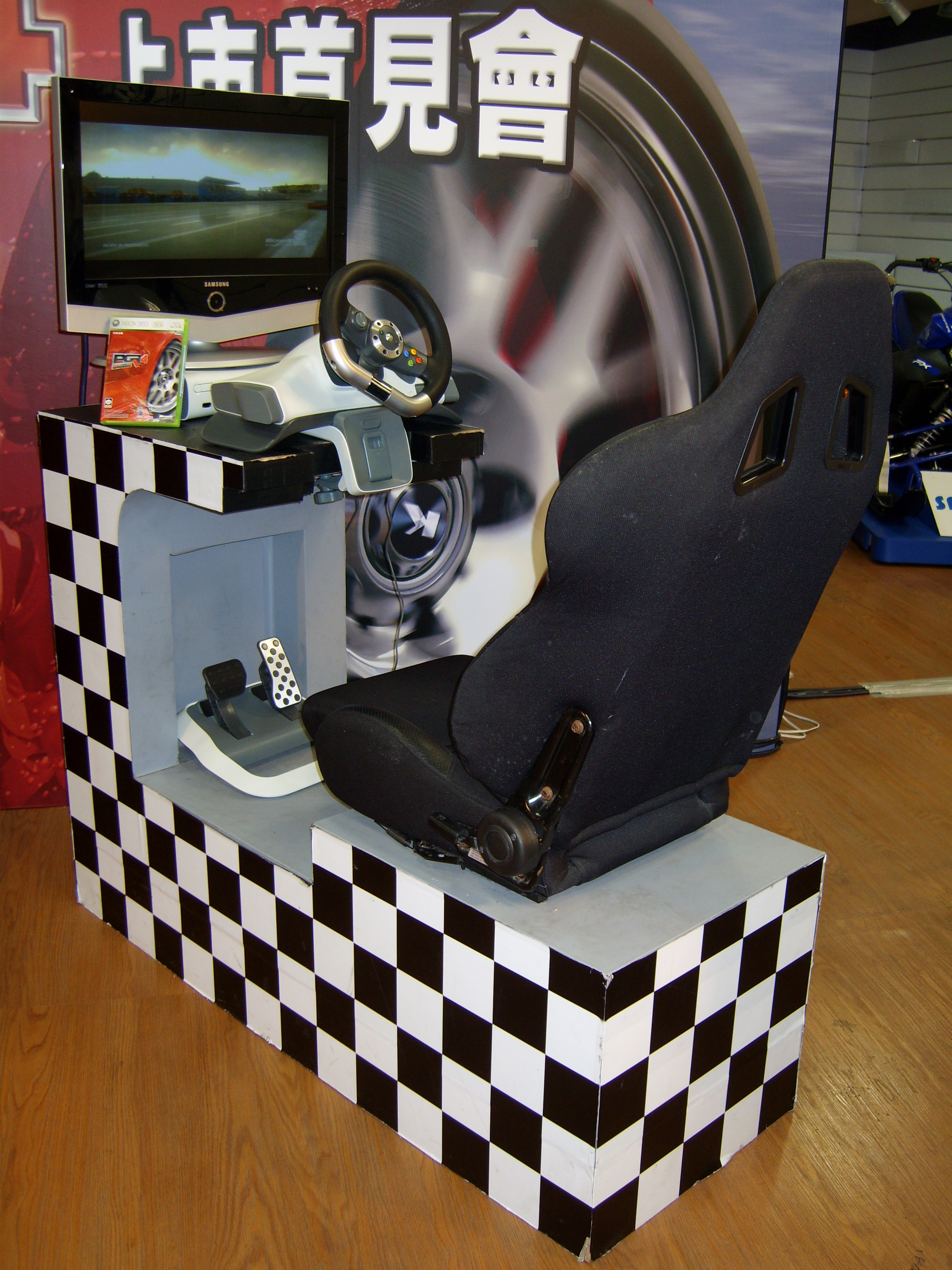
Rennsimulator mit Project Gotham Racing 4

## Vorversion
Metropolis Street Racer ist der Vorgänger dieser Spiele und erschien auf Segas Dreamcast (Metropolis ist die Heimatstadt des bekannten Comic-Helden Superman). Da die Namensrechte aber immer noch bei Sega liegen, bediente man sich für das Xbox-Spiel (zunächst nur als Arbeitstitel, der allerdings für die Verkaufsversion übernommen wurde) der Heimatstadt eines weiteren Comic-Protagonisten, nämlich Batman.
Anders als diese Namen es vermuten lassen, begibt man sich als Spieler nicht in fiktive, sondern in Nachbauten realer Städte, wie London oder Florenz.

## Spielbeschreibung
Das spezielle Merkmal von PGR ist ein Medaillensystem. Dieses führt zu einer immensen Langzeitmotivation, da der Spieler versuchen wird, alle diese Medaillen zu erlangen. Bei PGR gab es noch die drei klassischen Medaillen Gold, Silber und Bronze. Im Nachfolger PGR 2 wurde die Anzahl auf fünf erweitert, indem man die Stahl-Medaille für Anfänger und die Platin-Medaille für Profis einführte. An jede Medaille sind bestimmte Herausforderungen geknüpft, so muss z. B. ein bestimmter Platz in einem Rennen erfahren, eine bestimmte Rundenzeit erzielt oder eine hohe Slalompunktezahl erreicht werden. Ebendieser Slalom ist eine weitere Besonderheit der PGR-Reihe, die es so in keinem weiteren Spiel gibt. Der Spieler fährt eine mit Hütchen abgesteckte Rennstrecke ab und erhält für jedes Durchfahren eines Hütchentores Punkte. Gelingt es ihm jedoch, vor Ablauf der Zeit ein weiteres Hütchentor zu durchfahren oder ein punktewirksames Manöver wie Driften oder auf zwei Rädern fahren durchzuführen, erscheint eine zweite Punktezahl neben der normalen Punktezahl. Diese wird nach Ablauf der Zeit zur normalen hinzuaddiert. Die zweite Punktezahl steigt exponentiell und kann somit die erste um ein Vielfaches überflügeln. Das Ziel des Spielers ist es somit, eine Kombo über die ganze Strecke hinzulegen um eine möglichst große Punktezahl zu erreichen.

## Spiele
| Name | Plattform            | Release                                           | USK-Einstufung | PEGI-Rating |
| --- | -------------------- | ------------------------------------------------- | -------------- | ----------- |
| Project Gotham Racing – Metropolis Street Racer | Dreamcast            | 15. Januar 2001 3. November 2000                  | 6              |             |
| Project Gotham Racing | Xbox                 | 15. November 2001                                 |                |             |
| Im Spiel stehen Szenarien in London, Tokyo und San Francisco bereit und es kann aus 25 Autos ausgewählt werden. Über das Kudos-System kann man durch besondere Stunts Punkte sammeln. |                      |                                                   |                |             |
| Project Gotham Racing 2 | Xbox                 | 17. November 2003 28. November 2003               | 0              | 3+          |
| In diesem Teil geht es darum, der beste Rennfahrer der Welt zu werden. Die Rennen finden in den Städten Chicago, Edinburgh, Florenz, Barcelona, Washington, Hongkong und Moskau statt. Das Kudos-Punktesystem wurde verbessert. Es sind Powerslides, 360°-Drehungen oder das Fahren auf zwei Rädern möglich. Mit den erworbenen Punkten lassen sich neue Austragungsorte und schnellere Rennwagen freischalten. Als Fahrzeuge stehen unter anderem der Ferrari Enzo, der Porsche GT2, der BMW Z4, der Pontiac GTO oder der Mini Cooper S zur Verfügung. Ein Mehrspielermodus ist möglich.                                                               |                      |                                                   |                |             |
| Project Gotham Racing 3 | Xbox 360             | 22. November 2005 2. Dezember 2005                | 0              | 3+          |
| Version 3 bietet neben einem überarbeiteten visuellen Stil auch neuen Spielmodi. Es stehen 70 Autos zur Verfügung. Der Schwerpunkt liegt auf der Geschwindigkeit. Neben dem Multiplayer-Modus sind auch Onlinerennen möglich. |                      |                                                   |                |             |
| Project Gotham Racing 4 | Xbox 360             | 2. Oktober 2007 11. Oktober 2007 12. Oktober 2007 | 6              | 3+          |
| Das Spiel bietet neben sich verändernden Witterungsbedingungen auch Rennmotorräder als Fahrzeuge an. Die Rennstrecken befinden sich in den Städten London, Las Vegas, Tokio, New York City, Shanghai, St. Petersburg, Macau und Quebec sowie auf dem Nürburgring. Das Spiel stellt 120 lizenzierte Fahrzeuge bereit, darunter die Corvette Sting Ray, dem Maserati 250F, den Toyota Supra Turbo oder den DeLorean DMC-12. |                      |                                                   |                |             |
| Adaptionen |                      |                                                   |                |             |
| Project Gotham Racing Mobile | J2ME, Windows Mobile | 14. Februar 2007                                  |                |             |
| Adaption der Xboxserie Project Gotham Racing für Mobilgeräte mit acht lizenzierte Autos und drei Städten (London, Paris und San Francisco). In jedem Ort gibt es drei Kurse. Es kann zwischen den Spielmodi Solokarriere und Zeitfahrmodus ausgewählt werden. - Die Solokarriere bietet mehreren Meisterschaften, die jeweils durch Abschluss der Vorherigen freigeschaltet werden. Durch die erzielten Siegprämien können neue Autos erworben werden. Die Rennen werden in fünf Schwierigkeitsstufen angeboten, vom Anfänger bis zum Profi. - Beim Zeitfahrrennen tritt man gegen imaginäre Gegner an und versucht die schnellsten Zeiten zu erzielen. |                      |                                                   |                |             |
| Project Gotham Racing: Ferrari Edition | Zune HD              | 11. November 2009                                 |                |             |
| Die Ferrari Edition ist ein Spin-off der Hauptserie, die exklusiv für Zune. veröffentlicht wurde. Das Spiel bietet Rennen für Einzelspieler und Mehrspieler mit zwölf lizenzierten Sportwagen von Ferrari. Die Rennstrecken befinden sich in London, New York und Tokio. Die Lenkung erfolgt durch Kippen des Geräts. - Der Einzelspielermodus erlaubt Rennen in 33 Events im Karrieremodus und im Zeitfahren. - Beim Zeitfahren kann gegen Geisterautos anzutreten werden. - Im Mehrspielermodus kann der Spieler gegen bis zu drei Gegner antreten.                                                                                                   |                      |                                                   |                |             |